# Дискавери Харбор (Хаваји)
Дискавери Харбор (енгл. Discovery Harbour) насељено је место за статистичке потребе у америчкој савезној држави Хаваји. По попису становништва из 2010. у њему је живело 949 становника.

## Демографија
Према попису становништва из 2010. у граду је живело 949 становника.
| Група             | 2000.  | 2010.       |
| Белци             | . (.%) | 524 (55,2%) |
| Афроамериканци    | . (.%) | 7 (0,7%)    |
| Азијати           | . (.%) | 96 (10,1%)  |
| Хиспаноамериканци | . (.%) | 78 (8,2%)   |
| Укупно            | .      | 949         |